# 고드프루아 드 부용
고드프루아 드 부용(프랑스어: Godefroy de Bouillon, 1060년경 ~ 1100년 7월 18일)은 십자군 전쟁 중 1차 십자군의 지도자 중 한 명으로 예루살렘의 초대 성묘 수호자였으며, 니더로타링겐 공작(독일어:  Herzog von Lothringen[*], 재위: 1089년~1100년)이었다. 시온수도회의 설립자라고 하며 1099년 7월 이슬람교도에게서 예루살렘을 되찾은 뒤, 팔레스타인에 세워진 예루살렘 왕국의 최초의 통치자가 되었다.

## 생애
다고베르트 2세의 아들 시지스베르 4세의 후손 고드프루아는 불로뉴 백(伯) 외스타슈 2세와 하 로렌 공작 고드프루아 2세의 딸 이다 사이에서 장자로 태어났으나, 백부 하 로트리겐 공(公) 고드프루아 4세(한스버그)가 그를 후계자로 지명하였다. 1076년 고드프루아 4세가 죽었으나, 신성로마제국의 하인리히 4세는 로렌 공작령을 자신의 아들에게 주기 위해 처음엔 고드프루아 드 부용의 상속을 인정하지 않았으나, 1082년에 들어서 고드프루아에게 프랑스 아르덴 지역에 있는 부용을 그에게 주고, 그를 승인했다. 그는 황제를 위해 전쟁을 벌이며 충성한 대가로 1089년 로렌 공작령을 돌려받았다.
1093년 고드프루아는 군대를 동원해 스테네이에서 대대적인 포위 공격을 하였다. 그 공격의 목적은 지역 귀족의 손아귀에 있던 '성 다고베르트 교회'를 되찾아서 고르즈 수도원에 되돌려주려는 것이 목적이었다.

## 십자군 원정
그는 영지 통치에 실패했는데, 때마침 1096년 제1차 십자군 참가를 권유받아, 동생 불로뉴 백작 우스타슈, 불로뉴의 보두앵와 함께 참가했다. 안티오키아 함락 이후 보에몽이 안티오키아에 잔류한 후, 레몽과 함께 1099년 예루살렘 공략에 성공했다. 레몽이 트리폴리를 갖기를 원하고, 예루살렘 왕위를 거절했기에 고드프루아가 왕으로 선출되었으나, 그리스도가 목숨을 잃은 장소의 왕이라 불리는 것을 싫어하여, 성묘수호자(Advocatus Sancti Sepulchri) 라는 명칭을 썼다.
그는 예루살렘의 통치자가 되고 시온기사단을 창설하였다. 그의 가계는 오랫동안 베일에 쌓여졌다가 소수도원 문서의 발견으로 알려지게 되었다.
1099년 예루살렘을 탈환하려는 이집트의 파티마 왕조을 아스칼론에서 격파했으나, 레몽과는 친구사이였기 때문에 아스칼론을 탈취하지는 않았다. 성당기사단에게 솔로몬 왕의 신전 아래에 있는 상그리엘 문서들을 회수해 오라고 지시하였다. 그는 상그리엘 문서를 통해 자신이 메로빙거 왕조의 정당한 계승자임을 입증하려 하였다. 예루살렘 총대주교였던 다임베르트는 예루살렘을 교황령으로 만들기를 원했기에 대립했다. 결국 고드프루아가 이집트를 빼앗아 왕국을 만들고 난 뒤에 예루살렘을 교황령으로 만들자고 이야기가 진행되었으나, 이집트 침공을 계획하던 중 1100년 7월에 죽었다.
그의 죽음에 대해선 의문점이 있다. 보에몽과 다임베르트가 짜고 예루살렘을 차지하려고 하는 가운데, 의문사했기 때문이다. 이유는 확실치 않고, 기록마다 다른데, 단순 병사, 암살자의 화살에 맞고 피살당했다, 독살을 당했다 등 여러 가지 설이 있다. 동생 에데사 백작이었던 보두앵이 뒤를 이어 예루살렘 왕이 되었다.
고드프루아는 사후에 영웅화되어, 십자군 최고지도자, 가장 우수한 전사로써 음유시인의 이야기가 되어, 로엔그린 전설 등에서 알려진 백조의 기사 자손이라고 일컬어 졌으나, 실상은 십자군 지도자 중 1명에 불과하고, 타란토의 보에몽, 생질의 레몽, 교황사절 아데마르가 중심인물이었다고 보면 되었다. 사실 예루살렘의 주인으로 추대된 것도 가장 중립적이고 존재감이 없기 때문이었다.